# 614664 Martinroth
614664 Martinroth este o planetă minoră (asteroid), cu un diametru de 2,413 km, din centura de asteroizi. A fost descoperită pe 2 iunie 2010 la Wise Observatory⁠(d) de Wide-field Infrared Survey Explorer⁠(d). 
Obiectul prezintă o orbită caracterizată de o semiaxă mare de 3,1173110087898 UAi, o excentricitate de 0,23704795792316, o înclinație de 9,420981161519 ° în raport cu ecliptica.